# Port lotniczy Santiago de Compostela
Port lotniczy Santiago de Compostela – port lotniczy położony 15 km na północny wschód od Santiago de Compostela. Jest jednym z największych portów lotniczych Galicji.

## Linie lotnicze i połączenia
| Linia lotnicza | Kierunek |
| -------------- | --- |
| Aer Lingus     | Sezonowo: 1. Dublin |
| Air Europa     | Sezonowo: 1. Lanzarote 2. Teneryfa-Północ |
| EasyJet        | 1. / Bazylea/Miluza/Fryburg 2. Genewa Sezonowo: 1. Londyn-Gatwick |
| Edelweiss Air  | Sezonowo: 1. Zurych |
| Iberia         | 1. Bilbao 2. Madryt Sezonowo: 1. Madera 2. Gran Canaria 3. La Palma 4. Teneryfa-Północ |
| Lufthansa      | Sezonowo: 1. Frankfurt |
| Ryanair        | 1. Alicante 2. Barcelona 3. Paryż-Beauvais 4. Mediolan-Bergamo 5. Bolonia 6. Bordeaux 7. Bruksela-Charleroi 8. Dublin 9. Edynburg 10. Fuerteventura 11. Gran Canaria 12. Lanzarote 13. Londyn-Stansted 14. Madryt 15. Malaga 16. Marsylia 17. Memmingen 18. Palma de Mallorca 19. Sewilla 20. Teneryfa-Południe 21. Walencja 22. Saragossa Sezonowo: 1. Girona 2. Ibiza 3. Menorka |
| Vueling        | 1. Alicante 2. Amsterdam 3. Barcelona 4. Bilbao 5. Fuerteventura 6. Gran Canaria 7. Lanzarote 8. Londyn-Gatwick 9. Malaga 10. Palma de Mallorca 11. Paryż 12. Sewilla 13. Teneryfa-Północ Sezonowo: 1. Bruksela 2. Zurych |